# Élisabeth Sophie Chéron
Élisabeth Sophie Chéron (ur. 1648 w Paryżu, zm. 1711 tamże) – francuska malarka, poetka i tłumaczka, członkini francuskiej Królewskiej Akademii Malarstwa i Rzeźby i włoskiej Accademia dei Ricovrati. 

## Życiorys
Ojcem Élisabeth Sophie Chéron był malarz, będący jednocześnie jej pierwszym nauczycielem. Jej rodzice byli różnego wyznania: ojciec był protestantem, matka katoliczką. Pięcioro dzieci Chéronów było wychowywanych w wierze ojca, jednak Élisabeth dokonała konwersji na katolicyzm, co odbyło się 25 marca 1668 w kościele św. Sulpicjusza w Paryżu. Na zmianę wyznania miały prawdopodobnie wpływ zakonnice z opactwa w Jouarre, położonego blisko Meaux, w którym wówczas mieszkała rodzina Chéron. 
Malarska kariera Élisabeth szybko się rozwijała, jej patronem był wpływowy artysta Charles Le Brun. Dzięki jego wsparciu 11 czerwca 1672 roku, mając 24 lata, Chéron została przyjęta do Królewskiej Akademii Malarstwa i Rzeźby. 
Prace malarskie Chéron były cenione przez współczesnych, regularnie wystawiała w Salonie. Otrzymywała stypendium z funduszy króla Ludwika XIV. Była osobą wykształconą, znała grekę, łacinę i hebrajski, a prócz malarstwa zajmowała się także literaturą. Dużą popularność zyskał jej przekład psalmów. W 1694 roku została członkinią padewskiej Accademia dei Ricovrati, przyjmując w niej imię muzy Erato.
W 1692 roku wyszła za mąż za Jacques’a Le Haya, inżyniera królewskiego. 

## Twórczość

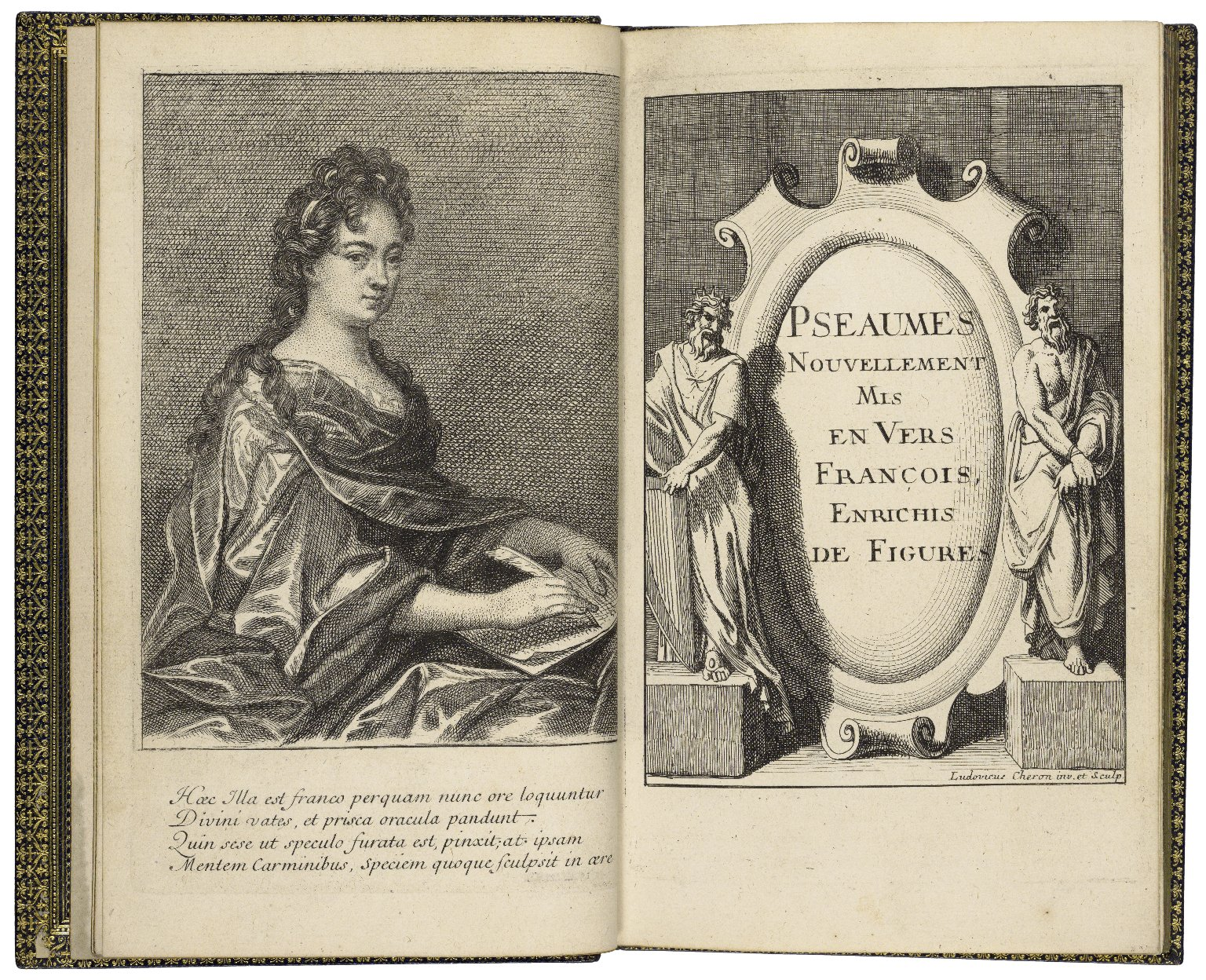
Strona tytułowa przekładu psalmów, wydanie z 1694 roku

Jako malarka Chéron była przede wszystkim wziętą portrecistką. Wśród osób przez nią portretowanych byli m.in. arcybiskup Paryża Hardouin de Péréfixe de Beaumont, Jan II Kazimierz Waza, książę Condé, jezuita Louis Bourdaloue, zajmujące się literaturą Anne Dacier, Antoinette Des Houlières, Marie Catherine d’Aulnoy, Madeleine de Scudéry, mistyczka Jeanne Guyon oraz arystokratki: księżna de Montpensier czy Marie Anne de La Tremoille. Chronologia tych obrazów jest trudna do ustalenia, ponadto część znana jest jedynie z wykonanych według nich rycin.
Z innych jej prac zachował się m.in. wizerunek Marii Magdaleny (obecnie muzeum w Rennes) oraz autoportret powstały w czasie przyjmowania Cheron do Królewskiej Akademii Malarstwa i Rzeźby (obecnie w zbiorach Luwru). Artystka tworzyła też rysunki kopiujące antyczne medale i gemmy (lub też na nich się wzorujące, np. Narcisse amoureux de lui-même czy Pan et Syrinx), z których część została wydana w publikacji Pierres Antiques Gravées Tirées Des Principaux Cabinets de la France.
Najbardziej znanym utworem literackim Chéron jest poetycki przekład Księgi Psalmów, wydany w 1694 roku z ilustracjami brata Élisabeth, Louisa. Był wielokrotnie wznawiany, a chwalił go m.in. Rousseau w liście z 1730 roku. 
Jest też autorką heroikomicznego poematu Les cerises renversées; jego inspiracją było zdarzenie przy moście Pont Neuf, w którym brał udział powóz, w którym jechała z mężem. Prawdopodobnie jej autorstwa jest też poemat La Coupe du Val-de-Grâce, będący polemiką ze sławiącym namalowany przez Pierre’a Mignarda plafon z kościoła Val-de-Grâce w Paryżu utworem La Gloire du Val-de-Grâce Moliera (Mignard był konkurentem protektora Chéron, Le Bruna).
Voltaire, opisując Chéron w Le Siècle de Louis XIV, wspomniał także o jej talencie muzycznym („célèbre par la musique, la peinture, et les vers”).